# Chinesisch-koreanische Freundschaftsbrücke
| Chinesische Bezeichnung   | Chinesische Bezeichnung |
| ------------------------- | ----------------------- |
| Traditionell:             | 中朝友誼橋              |
| Vereinfacht:              | 中朝友谊桥              |
| Pinyin:                   | Zhōng cháo yǒuyì qiáo   |
| Wade-Giles:               | Chung Ch’ao yu-i ch’iao |
| Koreanische Bezeichnung   |                         |
| koreanisches Alphabet:    | 조중우의교              |
| chinesische Zeichen:      | 朝中友誼橋              |
| Revidierte Romanisierung: | Jojunguuigyo            |
| McCune-Reischauer:        | Chojunguŭigyo           |

Die Chinesisch-koreanische Freundschaftsbrücke, auch Sino-koreanische Freundschaftsbrücke genannt, ist einer der wichtigsten Grenzübergänge zwischen den beiden Staaten. Die Brücke führt über den Fluss Yalu (kor.: Amnok) an der chinesisch-nordkoreanischen Grenze, verbindet die Städte Dandong in China und Sinŭiju in Nordkorea und versinnbildlicht chinesisch-nordkoreanische Beziehungen. Fußgängern ist es nicht erlaubt, die Brücke zu überqueren. Eine der wenigen Möglichkeiten, Nordkorea zu betreten oder zu verlassen, ist der Auto- oder Schienenverkehr. Neben Touristen werden hauptsächlich Waren- und Rohstoffe beider Länder über die Brücke befördert.
Die Brücke wurde 1990 von Yalubrücke in ihren gegenwärtigen Namen umbenannt. Sie wurde vom Kaiserlich Japanischen Heer zwischen April 1937 und Mai 1943, während der japanischen Besatzung Koreas und Nordostchinas, gebaut. Im Jahr 2010 wurde flussabwärts die Neue Yalubrücke errichtet.
Die Freundschaftsbrücke repräsentiert Nordkoreas gegenwärtiges Streben nach wirtschaftlicher Entwicklung und Chinas nachhaltiges strategisches Interesse an Stabilität seines alten Verbündeten.

## Geographische Lage

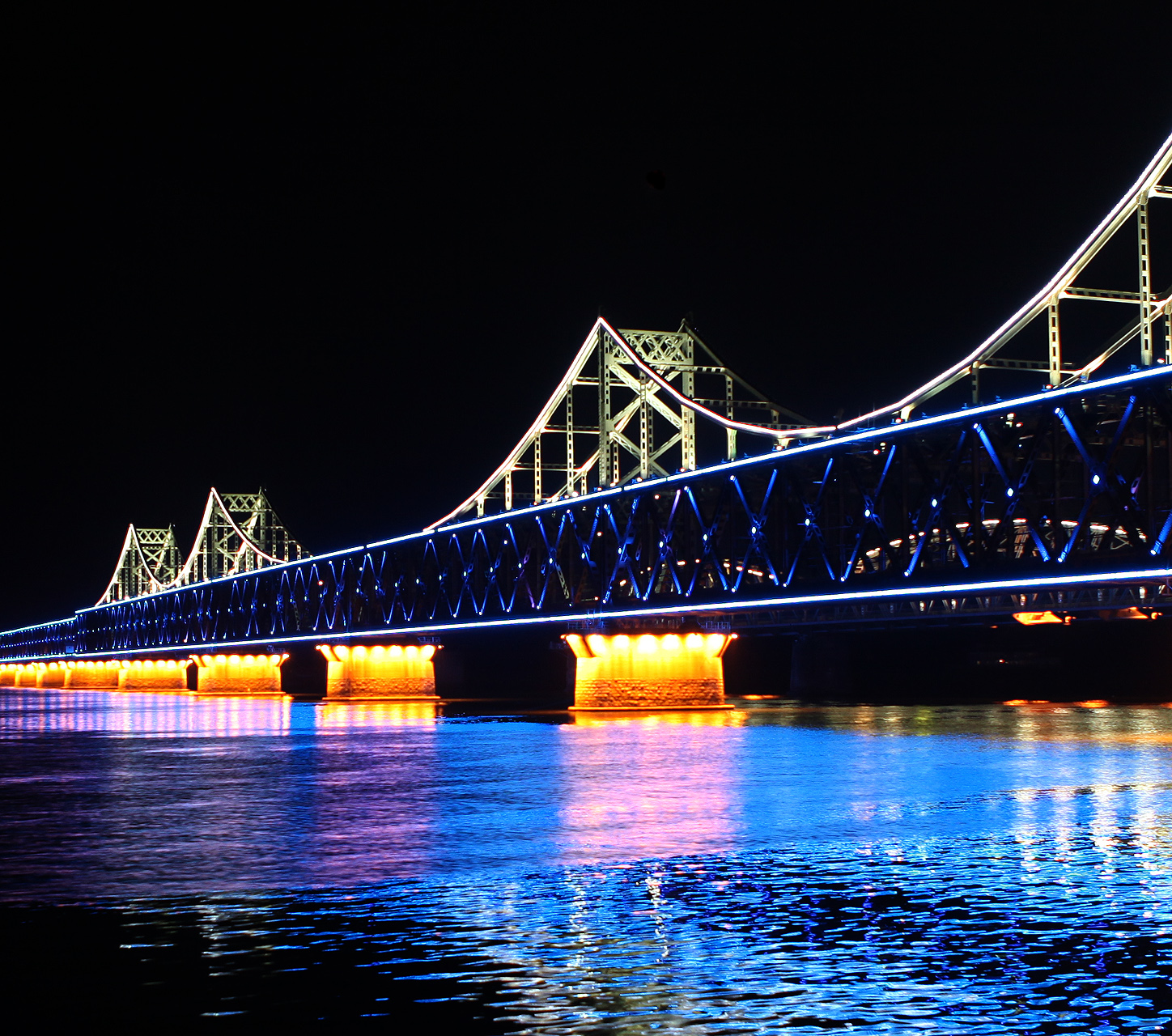
Ausbau der Freundschaftsbrücke zur Touristenattraktion

Die chinesisch-nordkoreanische Grenze ist 1420 Kilometer lang und erstreckt sich von West nach Ost über den Yalu, das Gebirge um den Paektusan und dem Tumen. Die beiden Flüsse dienen als natürliche Grenze. Der Yalu liegt im Westen Nordkoreas und ist insgesamt 813 Kilometer lang und entspringt in 2500 Meter Höhe am Paektusan im Changbai-Gebirge.
Die Brücke, die die Städte Dandong und Sinuiju verbindet, befindet sich etwa 35 Kilometer vor der Mündung des Yalu in das Gelbe Meer.

## Geschichte

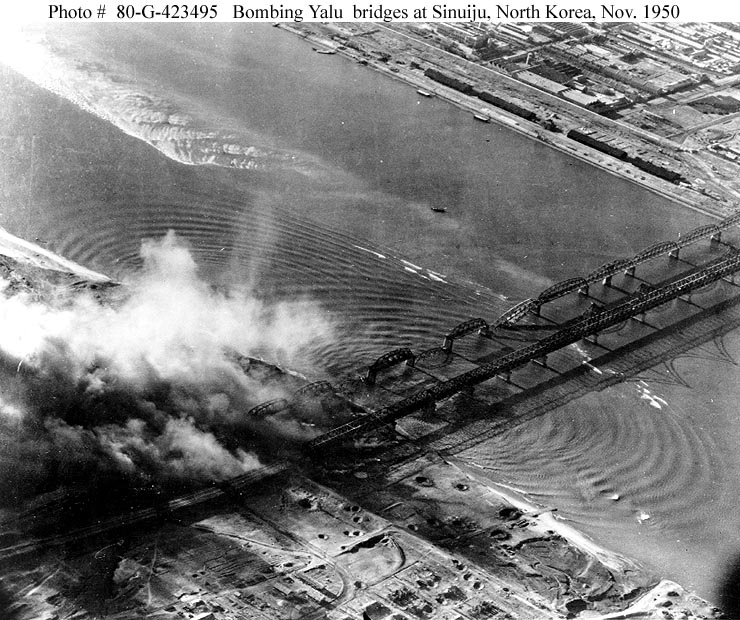
Bombenangriff auf die Brücke 1950

Ursprünglich wurde die Brücke von den Japanern zur Zeit der Besetzung Koreas und Teilen Nordostchinas errichtet. Die Brücke verbindet die koreanische Halbinsel mit dem damaligen Mandschukuo, zwei Gebieten unter Kolonialbesatzung, und sollte Japan die Führung des Pazifikkrieges in Asien erleichtern.
Vor dieser Brücke war eine ältere Stahlbrücke zwischen Mai 1909 und Oktober 1911 gebaut worden. Sie hatte eine Spannweite von 944,2 Meter und ruhte auf zwölf Steinpfählen. Beide Yalu-Brücken wurden im November 1950 während des Koreakrieges von US-Bombern zerstört. Bis Februar 1951 verwendeten die Vereinigten Staaten B-29 Bomber und F-80 Kampfbomber, um die Brücke wiederholt zu zerstören und dadurch Lieferungen aus China an das nordkoreanische „Brudervolk“ zu stoppen. Diese Zerstörung löste den Eintritt der chinesischen Armee in den Koreakrieg aus.
Die erste Brücke aus dem Jahr 1911 blieb zerstört und erhielt den Namen 断桥 (Duàn qiáo, sinngemäß gebrochene Brücke). Die zerstörte Brücke, die im Jahr 1943 errichtet worden war, wurde repariert.
Nordkorea repariert die „gebrochene Brücke“ nicht, damit die USA nicht leugnen können, die Brücke zerstört zu haben. Vier der alten Bögen, die der Brücke den Namen „gebrochene Brücke“ gaben, stehen auf der chinesischen Seite des Flusses.

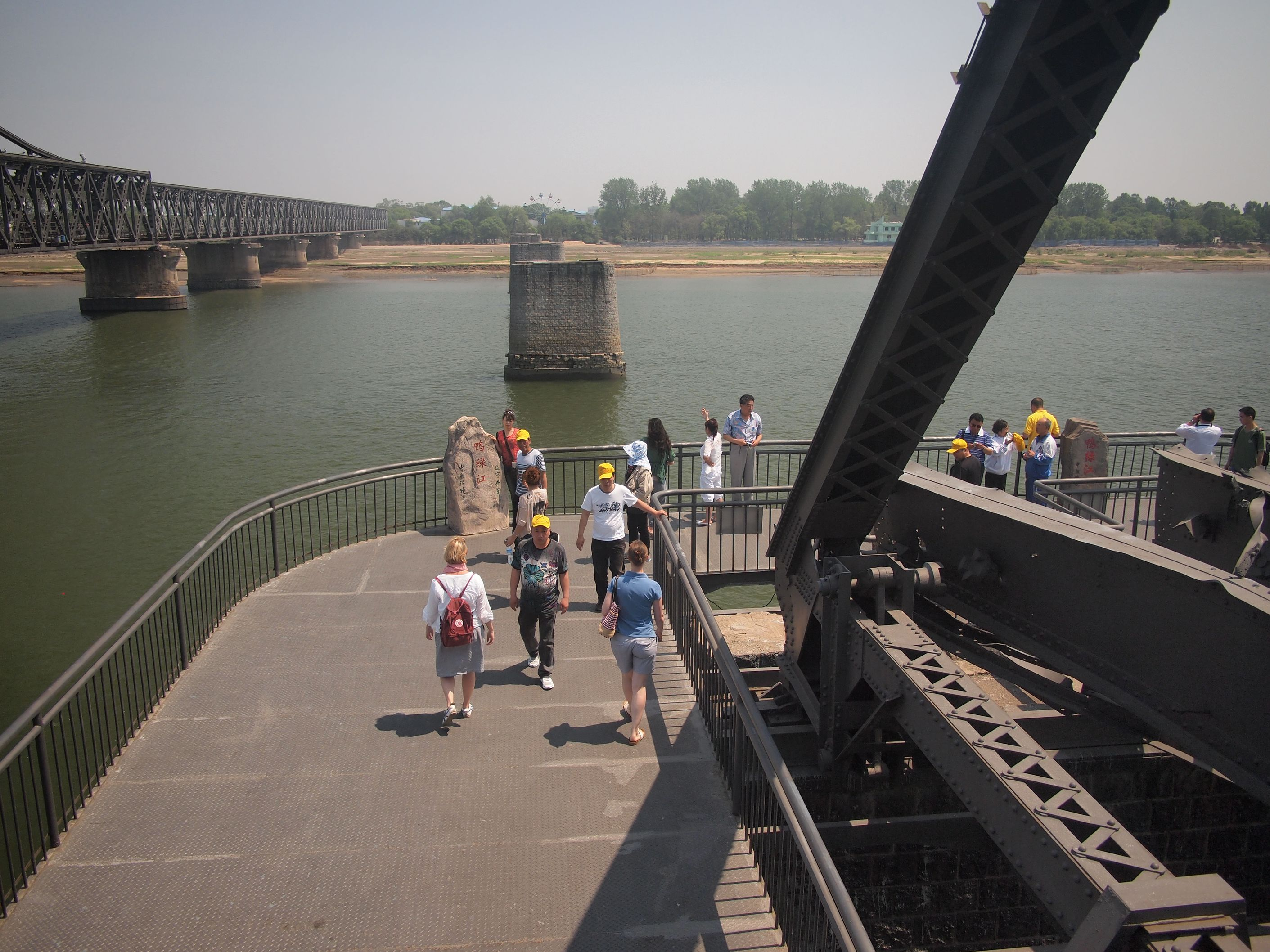
Aussichtsplattform der „gebrochenen Brücke“ auf der chinesischen Seite

Die Freundschaftsbrücke wurde auf chinesischer Seite mit Parkanlagen und Promenaden ausgebaut und dient als Touristenattraktion. Das Areal ist unter dem englischen Begriff Yalu River Scenic Zone bekannt.
2010 errichtete China stromabwärts die Neue Yalubrücke.

## Tourismus
Auf der chinesischen Seite sind die Brücken von Parks und Promenaden umgeben, die die Yalu River Scenic Zone bilden, eine touristische Attraktion in China. Auf Touristenbooten ist es möglich die Brücken vom Fluss aus zu betrachten.
Die vier verbleibenden Bögen der alten Yalubrücke wurden als touristische Attraktion 1993 eröffnet und mit Beleuchtung ausgestattet. Durch die Brücke selbst, als auch durch diverse Flussrundfahrten, ist es Touristen möglich, einen Blick nach Nordkorea zu werfen.
Über Fußgängerzonen kann man die Schäden, die durch die Bomben der USA entstanden sind, sehen. Im Jahr 2006 erhielt die „gebrochene Brücke“ den Schutz als wichtige kulturelle Reliquie des Staatsrates von China.

## Weiterführende Literatur
- Stöver, Bernd, 2013, Geschichte des Koreakriegs, ISBN 978-3-406-64447-4
- Kim, Dong-Choon, 2007, Der Korea-Krieg und die Gesellschaft, ISBN 978-3-89691-658-7